# غوتليب شتيفاني
غوتليب شتيفاني (بالألمانية: Johann Gottlieb Stephanie)‏ (و. 1741 – 1800 م) هو واضع كلمات الأوبرا، وكاتب، وممثل مسرحي، وملحن نمساوي، ولد في فروتسواف، توفي في فيينا، عن عمر يناهز 59 عاماً.

## روابط خارجية
- غوتليب شتيفاني على موقع IMDb (الإنجليزية)
- غوتليب شتيفاني على موقع ميوزك برينز (الإنجليزية)
- غوتليب شتيفاني على موقع ديسكوغز (الإنجليزية)
- غوتليب شتيفاني على موقع قاعدة بيانات الفيلم (الإنجليزية)